# 悠遊カード
悠遊カード（ゆうゆうカード、繁体字中国語: 悠遊卡（ヨウヨウカー））は悠遊卡股份有限公司が発行する、メトロ、バス、高速バス、台湾鉄路管理局路線等で利用できる、非接触型ICカード乗車券の名称である。

## 概要

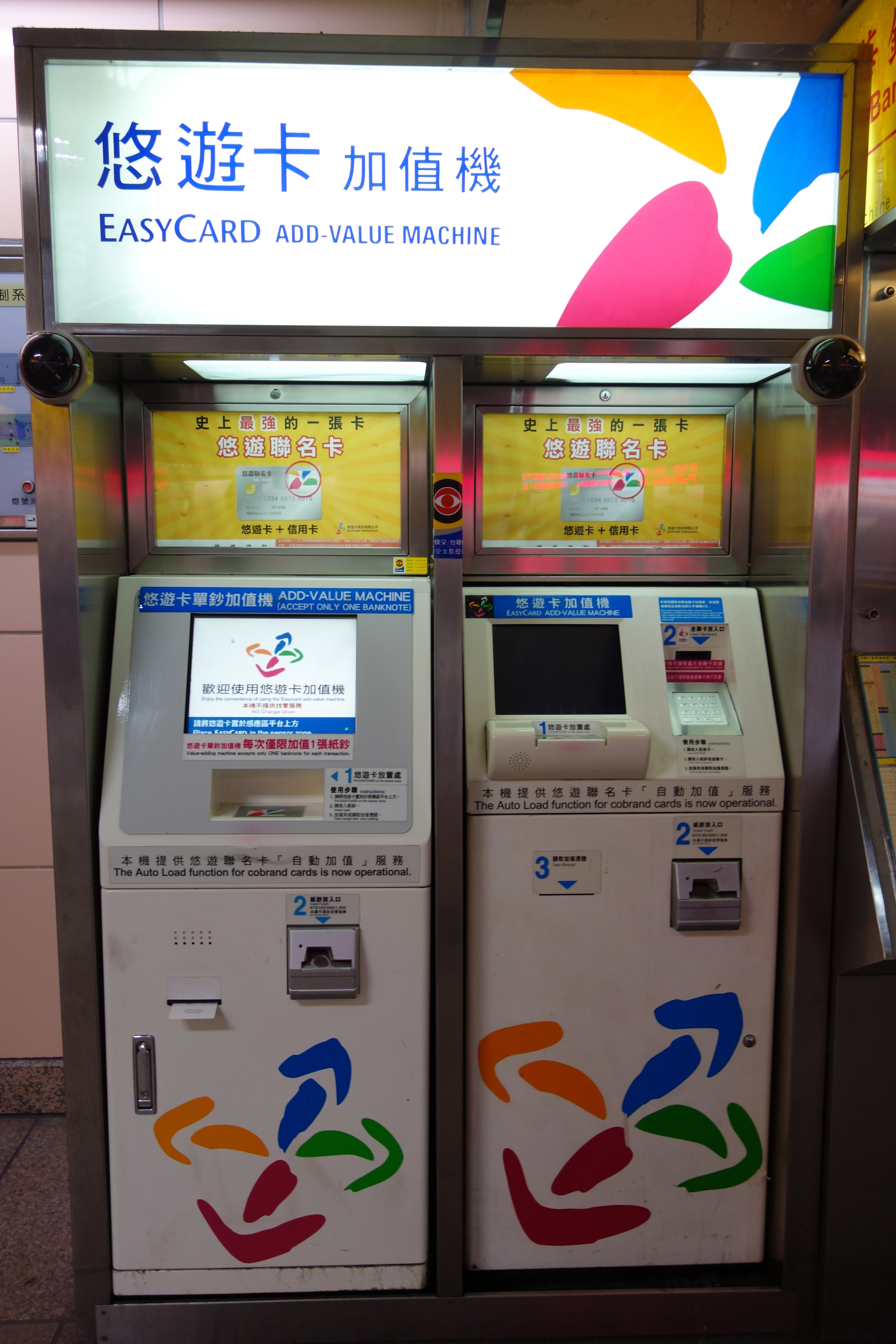
チャージ専用機（加値機）

センサーはRFID技術（NXPセミコンダクターズ社によるMifare技術）を使用しており、台北捷運、桃園捷運、台中捷運、バス、高速バス、台湾鉄路管理局路線等で利用できる。機能の拡充も図られており、電子マネー機能（2010年4月より）、学生証や職員証の機能や、最近では悠遊連名カードと呼ばれるクレジットカード機能を追加されたものも発行されている。
悠遊カードには、別表の種類のカードが発行されている。購入方法や使用方法および特典などは、それぞれ異なる。
普通カードについては、払戻可能なデポジット型は2016年8月以降の新規発行を停止し、買い切り型へ切り替えとなる。
敬老カード、愛心（障害者）カードは、有効期限が6ヶ月となっており、そのたびに捷運駅の有人窓口やカードを販売するコンビニエンスストアなどで更新手続きを取る必要がある。
近年はモバイルSuicaのようなNFCを用いたスマートフォン型（SIMカードにチップがある）や腕時計型も発売されるようになっている。
国光客運と統聯客運など一部高速バス（国道客運）で利用する際は、市内バスと同様に車内の端末にタッチして直接乗車する場合と、窓口で決済端末機にカードをタッチして代金を支払い、発行される購入証明書を持って乗車する場合がある。

## カードの種類
| 種類 | 記名式 | 使用条件                                                                             | 発売額 | 割引額                                   | 注意                                   |
| ---- | ------ | ------------------------------------------------------------------------------------ | ------ | ---------------------------------------- | -------------------------------------- |
| 普通 | 可     | 制限なし                                                                             | 100元  | 乗継料金8元引                            | 発行時の初期使用可能額は0元である。    |
| 学生 | 可     | 台湾の学生証を所持していること                                                       | 100元  | バス乗車料金2割引、乗継料金6元引         | 使用時学生証を携帯する必要がある。     |
| 優待 | 可     | 12歳以下の児童、敬老カードに該当しない65歳以上の者、愛心カードに該当しない心身障害者 | 100元  | バス乗車料金5割引、乗継料金はさらに4元引 | 使用時に証明書等を携帯する必要がある。 |

| 種類     | 使用条件                                                                             | 発売額 | デポジット | 割引額                                                                                  | 注意                                                                              |
| -------- | ------------------------------------------------------------------------------------ | ------ | ---------- | --------------------------------------------------------------------------------------- | --------------------------------------------------------------------------------- |
| 普通     | 制限なし                                                                             | 100元  | 100元      | 乗継料金8元引                                                                           | 自動券売機・悠遊カードカスタマーセンターのみで発売。 2016年8月1日より新規発売停止 |
| 学生     | 台湾の学生証を所持していること                                                       | 100元  | 100元      | バス乗車料金2割引、乗継料金6元引                                                        | 発売停止。2015年10月30日、普通カードに自動転換。                                  |
| 優待     | 12歳以下の児童、敬老カードに該当しない65歳以上の者、愛心カードに該当しない心身障害者 | 100元  | 100元      | バス乗車料金5割引、乗継料金はさらに4元引                                                | 使用時に証明書等を携帯する必要がある。                                            |
| 敬老     | 台北市、新北市、新竹市、基隆市、宜蘭県、連江県に在住する65歳以上の者                 | 無料   | -          | バスは毎月60回まで無料（それ以降は5割引、乗継料金はさらに4元引）、台北捷運乗車料金5割引 | 同上                                                                              |
| 愛心     | 台北市、新北市、新竹市、基隆市、宜蘭県、連江県に在住する心身障害者                   | 無料   | -          | バスは毎月60回まで無料（それ以降は5割引、乗継料金はさらに4元引）、台北捷運乗車料金5割引 | 同上                                                                              |
| 愛心陪伴 | 愛心カードで乗車する者を介添えするために乗車する者                                   | 無料   | -          | バス、捷運共乗車料金5割引、乗継料金4元引                                                | 愛心カードを通過させた直後に改札口を通過しなければならない。                      |

| 種類 | 記名式 | 種類                         | 発売額             | 初回利用可能金額              | 備考                                                 |
| ---- | ------ | ---------------------------- | ------------------ | ----------------------------- | ---------------------------------------------------- |
| 特製 | 不可   | 普通用、学生用(新規発行停止) | カードごとに異なる | 0元（初回使用時に要チャージ） | －                                                   |
| 個性 | 不可   | 普通                         | 500元              | 0元（初回使用時に要チャージ） | 有名人、有名ブランドとのコラボレーションによる限定版 |
| ミニ | 不可   | 普通                         | 350元              | 0元（初回使用時に要チャージ） | キーホルダー型、ストラップ型など、非カード型         |

台北捷運各駅窓口、各コンビニエンスストア、悠遊カードカスタマーセンターで発売。
IC（晶片）悠遊カードは、登録することによって記名式カードにすることが可能。
学生カードは、発行後20日以内に登録しないと、自動的に普通カードに転換される。

## 沖縄
2018年、悠遊卡公司は沖縄県での展開を再度試みた。当初はクレジットカード附帯の記名式悠遊卡のみをゆいレールで利用可能とする目標だったが、国内の交通系IC乗車カード相互利用化を優先する日本当局側の姿勢により頓挫していた（その後、ゆいレールでは2020年3月に日本本土での主要交通系ICカードが利用可となる）。
2020年2月、琉球銀行と提携することが発表され、来県する訪日台湾人を主な想定顧客層として、県内小売店での決済導入を目指す。
2022年8月、日本国内における越境決済事業の認可を取得したことが発表され、11月7日より沖縄県内の加盟店での利用が可能になる予定である。ただし、利用可能なカードは、満20歳以上の各種記名式カード所持者に限られる。
2022年11月7日より沖縄県の2,000を超える商店で使用できるようになると発表した。その時の為替レートで台湾元に換算されて引き落とされる。手数料はかからない。
しかし本格展開から8カ月が経過した2023年7月時点でも引き続きゆいレールや沖縄バスといった公共交通機関で使用できないため台湾の観光客からは使い勝手の悪さを指摘する声があるほか、使えるはずの店舗なのに店員の不慣れで使用を拒否されるといったトラブルが報告されている。
- 沖縄美ら海水族館
- ブセナ海中公園
- 沖縄アウトレットモール あしびなー
- イオンモール沖縄ライカム
- やんばる急行バス

## 購入方法
以下の場所で購入することができる。ただし、学生カードについては台北捷運各駅インフォメーションセンター、台北市府転運站悠遊カードカスタマーセンター、基隆バスセンターのみで購入できる。インターネットでも購入が可能。

### メトロ(捷運 / MRT)
- 台北捷運各駅インフォメーションセンターおよび自動販売機
- 桃園捷運各駅自動販売機
- 台中捷運各駅自動販売機

### 台湾
- ファミリーマート
- セブン-イレブン
- ハイライフ
- OK超商

### 台北市、新北市
- 市府転運站悠遊卡客服中心（カスタマーセンター）

### 基隆市
- 基隆バスセンター

### 宜蘭県
- 首都客運、葛瑪蘭客運の礁溪停留所、宜蘭駅、羅東駅

### 台中市
- 統聯客運台中中港バスターミナル及び朝馬バスターミナル

### 高雄市
- 屏東客運

## 利用範囲
最新の利用範囲については、悠遊卡有限公司(Easy card)の「使用範囲」を確認のこと

### 鉄道・メトロ(捷運 / MRT)
太字は悠遊卡のみ
- 台北捷運 全線（猫空ロープウェイも含む）
- 新北捷運 全線
- 桃園捷運 全線
- 台中捷運 全線
- 高雄捷運 LRTを含む全線（永らく駅構内でのチャージはできなかったが、2018年2月時点でMRT駅有人窓口[14][15]、同年6月末よりMRT駅券売機での取扱も解禁された[16]）
- 台湾高速鉄道 悠遊聯名カードのみ全線で自由席に乗車可（台湾国内発行のクレジットカードと紐付けされているため、在住者向け）。
- 台湾鉄路管理局 全線[17]

台鉄の同区間は太魯閣号・普悠瑪号や観光列車、団体列車等の一部台鉄が指定する列車を除いて、特急に相当する自強号に乗車する場合、70kmまでの乗車であれば区間車（通勤電車）の運賃で立席乗車が可能となる(71km以上の場合は超過分に対して自強号の運賃を適用)。莒光号、区間車の場合は距離に関係なく区間車（通勤電車）運賃となる。
但し、誤って乗車した場合は下車駅で正規運賃を現金で支払わなければならない。太魯閣号、普悠瑪号の場合は罰金も科される。
基本的に自強号、莒光号、そして区間車と同じ料率の復興号も全車座席指定席列車のため、IC乗車の場合は空席があれば着席可能だが、あくまで自願無座（立席）扱いであるため座位票（座席指定券）所持者が優先となる。
2024年8月20日より、従来の区間車運賃からの1割引が廃止され、台北捷運と同様の乗車回数に応じたキャッシュバックに変更された。

### バス等での利用

#### 市轄・県轄バス
端末へのタッチ（刷卡）は管轄する県市や事業者ごとに異なるので乗降時に確認が必要。
- 基隆市公車（中国語版）
- 台北市市区公車 - 台北捷運との乗継時は割引適用。
- 新北市区公車（中国語版） - 台北捷運との乗継時は割引適用。
- 桃園市市区公車（中国語版）
- 新竹市公車（中国語版）
- 新竹県市区公車（中国語版）
- 台中市市区公車（中国語版） - 上限60元。
- 南投県市区公車（中国語版）
- 彰化県公車（中国語版）
- 嘉義BRT
- 嘉義市公車
- 嘉義県市区公車（中国語版）
- 雲林県市区公車
- 大台南公車（中国語版） - 市内幹支線バス（緑、藍、棕、橘、黄、紅）は8kmまで無賃。台鉄との乗継、2時間以内のバス同士の乗継は9元割引。台南市民カード所持者のみ88/89系統半額
- 高雄市公車 - 捷運との乗継時3元割引→廃止[18]、8km毎の多段運賃で同一日3段目から無料、4桁の公路客運路線で12元割引、上限60元（2017年4月15日より[19]）
- 屏東県市区公車（中国語版）
- 宜蘭県市区公車（中国語版） - 指定路線は無賃
- 花蓮県市区公車（中国語版）
- 澎湖県公車（中国語版）
- 台東県市区公車（中国語版）
- 連江県轄公車（馬祖公車）（中国語版）
- 金門県轄公車（中国語版）

#### 公路客運(市外・長距離バス)
高速バス（国道公路客運）
- 基隆客運（中国語版）　忠孝復興駅⇔金瓜石、基隆⇔板橋／士林、板橋⇔國家新城
- 台北客運（中国語版）　基隆⇔板橋、桃園⇔劍潭、新店⇔蘇澳、中壢⇔松山空港、板橋⇔國家新城
- 三重客運（中国語版）　林口竹林山観音寺⇔台北駅、長庚大学⇔台北市政府、公西⇔三重、台北⇔新竹
- 首都客運（中国語版）　台北内湖（大直）⇔基隆駅、台北（捷運市政府駅）⇔宜蘭／羅東、基隆大武崙⇔台北南港、板橋⇔花蓮駅
- 大都会客運　新店⇔蘇澳
- 桃園客運（中国語版）　桃園⇔劍潭、中壢⇔松山空港
- 国光客運　基隆⇔中崙／国立護理学院／三重／中壢、台北⇔頭城／羅東／南方澳／基隆／法鼓山／桃園国際空港／水湳・朝馬経由台中
- 葛瑪蘭客運（中国語版）　板橋／台北転運站⇔宜蘭／羅東、円山駅⇔南崁
- 新竹客運（中国語版）　台北⇔新竹
- 豪泰客運（中国語版）　台北⇔新竹
- 中興巴士（中国語版）　台北士林（洲美駅、捷運剣潭駅）⇔中壢、台北⇔瑞芳
- 光華巴士（中国語版）　台北士林⇔基隆
- 統聯客運　桃園国際空港⇔高鉄桃園駅、台北／三重⇔台中中港転運駅／朝馬、→中清／干城／台中駅（往路のみ）、台中中港転運駅→松山／林口／台南／高雄（往路のみ）
- 日統客運（中国語版）　台北⇔斗六、台北⇔北港、台北⇔西螺、台北⇔四湖（麥寮）、台北⇔中正大学
- 台中客運（中国語版）　新竹⇔台中

#### 連絡船
- 高雄市輪船　西子湾⇔旗津、前鎮⇔中洲
- 連江県　南竿⇔北竿／西莒、東莒⇔西莒、基隆⇔東引
- 新北市　漁人碼頭⇔淡水老街／八里左岸、淡水老街⇔八里左岸
- 長弘航業
- 順風航業
- 台北航運

### 電子マネーでの利用
| - コンビニエンスストア - セブンイレブン - ファミリーマート - ハイライフ - OK超商 - ドラッグストア - ワトソンズ - 康是美(COSMED) | - 飲食店 - モスバーガー - ダンキンドーナツ - ミスタードーナッツ - スターバックス - ピザハット - ドミノピザ - ヤマザキパン店 - KFCコーポレーション - マクドナルド - 吉野家 - ドミノ・ピザ - 新東陽 - Afternoon Tea - Cold stone - IS Coffee - 天仁茗茶 - 麺包優先 - 丹堤咖啡 - 拿坡里披薩·炸雞 - 三商巧福 - 八方雲集 - 四海遊龍 - 茶湯會 - 50嵐 - 天仁茗茶 - CoCo都可 - COMEBUY - 清心福全 - 水巷茶弄 - 丫寶Lemon - TeaTop台灣第一味 - 樂法 - 環球購物中心 | - スーパーマーケット - 美廉社 - 全聯福利中心 - Mia C'bon Market（Jasons） - 娯楽施設 - 台北市立動物園 - 国立自然科学博物館 - 国立故宮博物院 - 国立台湾博物館 - 国立台湾科學教育館 - 台北市立美術館 - 美麗華影城大直店、天母店 - 大魯閣打撃練習場 | - 家庭用品店 - 無印良品 - 自動サービス - コピー機 - 自動販売機 - 駐車場 - 台北市営駐車場 - 新北市営駐車場 - 捷運パークアンドライド用駐車場 - 一部の民間駐車場 |

- レンタサイクル
  - 台北市、新竹県、新竹市、苗栗県、台中市、嘉義市、台南市、高雄市「YouBike」2.0
  - 台北市、新北市、桃園市、新竹市、苗栗県、台中市 「YouBike」1.0

- タクシー
  - 台湾大車隊
- コインロッカー
  - 儲存易迷你空間
- 医療費支払い
  - 台北市立聯合病院
  - 新北市立聯合病院
  - 三軍総病院
  - 台北長庚紀念病院
  - 馬偕紀念病院
  - 員林基督教病院
  - 鹿港基督教病院
  - 彰化基督教病院
  - 宏其婦幼病院
  - 羅東博愛病院
  - 中美病院
  - 壢新病院